# HD 180555
HD 180555 är en dubbelstjärna belägen i den norra delen av stjärnbilden Örnen. Den har en kombinerad skenbar magnitud av ca 5,67 och är svagt synlig för blotta ögat där ljusföroreningar ej förekommer. Baserat på parallaxmätning inom Hipparcosuppdraget på ca 8,0 mas, beräknas den befinna sig på ett avstånd på ca 410 ljusår (ca 126 parsek) från solen. Den rör sig närmare solen med en heliocentrisk radialhastighet på ca -19 km/s.

## Egenskaper
Primärstjärnan HD 180555 A är en blå till vit stjärna i huvudserien av spektralklass B 9.5 V
HD 180555 är en dubbelstjärna där paret har en omloppsperiod av 13,673 ± 0,069 år i en bana med excentricitet 0,022 ± 0,010. Följeslagaren är en stjärna av spektralklass G0 IV, med en skenbar magnitud av 9,58. En tredje stjärna ligger med en vinkelseparation av 8,32 bågsekunder, men är inte fysiskt förbunden med HD 180555. En